# Chiesa cattolica in Turkmenistan
La Chiesa cattolica in Turkmenistan è parte della Chiesa cattolica universale, sotto la guida spirituale del Papa e della Santa Sede.

## Storia
La Chiesa cattolica in questo paese ha una storia recente in quanto nel 1997 dopo l'indipendenza venne fondata da Giovanni Paolo II la missione sui iuris, come avvenne per gli stati limitrofi. Dalla fondazione ad oggi i cattolici sono passati da circa 200 a 500. Secondo alcune statistiche ci sarebbero 100 cattolici e ci sarebbero 30 catecumeni Turkmeni convertiti. Nel 2016 è stato ordinato il primo prete cattolico nativo del Turkmenistan, padre Anton Litvinov, appartenente ai Missionari oblati di Maria Immacolata.

## Organizzazione e statistiche
Nel paese è istituita la missione sui iuris del Turkmenistan, di rito romano, che comprende l'intero territorio ed è affidata agli oblati di Maria Immacolata. La missione ha sede nella città di Aşgabat, capitale del Turkmenistan. I cattolici latini presenti in Turkmenistan si riuniscono presso case private o nella nunziatura apostolica di Aşgabat; sono in maggioranza di origine polacca o tedesca, ma vi sono anche alcuni turkmeni convertiti al cattolicesimo.
Alla missione si aggiunge una circoscrizione di rito bizantino: l'amministrazione apostolica del Kazakistan e dell'Asia Centrale.
Al 2005 i cattolici erano circa 500, cioè meno dell'1% della popolazione.
Da settembre 2021 l'episcopato locale fa parte della conferenza episcopale dell'Asia centrale che riunisce i vescovi delle Chiese cattoliche presenti in Turkmenistan, Tagikistan, Uzbekistan, Kirghizistan e Kazakistan.

## Nunziatura apostolica
La nunziatura apostolica in Turkmenistan è stata istituita il 10 luglio 1996 con il breve Ad plenius confirmandas di papa Giovanni Paolo II. 

### Nunzi apostolici
- Pier Luigi Celata (3 aprile 1997 - 3 marzo 1999 nominato nunzio apostolico in Belgio e Lussemburgo)
- Luigi Conti † (15 maggio 1999 - 8 agosto 2001 nominato nunzio apostolico in Libia e Malta)
- Edmond Y. Farhat † (11 dicembre 2001 - 26 luglio 2005 nominato nunzio apostolico in Austria)
- Antonio Lucibello (27 agosto 2005 - 31 luglio 2015 ritirato)
- Paul Fitzpatrick Russell (19 marzo 2016 - 22 ottobre 2021 dimesso)
- Marek Solczyński, dall'8 settembre 2022